# Dichagyris nigrescentella
Dichagyris nigrescentella är en fjärilsart som beskrevs av Pierre Leraut 1980. Dichagyris nigrescentella ingår i släktet Dichagyris och familjen nattflyn. Inga underarter finns listade i Catalogue of Life.